# Clepsis tannuolana
Clepsis tannuolana es una especie de polilla del género Clepsis, categorizada en la tribu Archipini, de la subfamilia Tortricinae.

## Distribución
Se distribuye por Rusia.

## Taxonomía
Fue descrita por Kostyuk en 1973 y publicada en (Clepsis), Trud Vses. Entomol. Obshch. 56: 164.